# وزارت تجارت و صنایع
وزارت صنعت و تجارت یکی از وزارتخانه‌های دولت جمهوری اسلامی افغانستان است که در عرصه تجارت و تاجران و خدمات بازرگانی و معادن و استخراج آن وظیفه دارد.

## پیشینه
وزارت صنعت و تجارت افغانستان یکی از ارگان های اصلی و کلیدی دولت افغانستان است که دارای تاریخ کهن است.
غازی امان الله شاه پس از اعلام استقلال در سال (١٢٩٨ ش ١٩١٩ م)، اقدامات اساسی را برای اصلاحات فراگیر انجام داد. شاه امان الله دولت افغانستان مستقل را بر اساس قانون اساسی و آئین نامه ساختار سازمانی بنا نهاد و بدین ترتیب برای اولین بار سازمان اساسی افغانستان بر اساس قانون و مقرراتی که در (١٥ جوزا ١٣۰٢) منتشر شد، انجام شد.
طبق اساسنامه های اصلی یا سه گانه اساسی قانون اساسی دولت (اعدام، قانونگذاری و دادگستری) این وزارتخانه تاسیس شد و این آیین نامه به طور مستقل در مناطق متعلق به آن انجام می شد. پس از اعلام استقلال از شاه امان الله، آیین نامه اعدام ایجاد شد و در دوره اولیه حکومت و دولت آن دوره سردار آب بود. قدوس به عنوان نخست وزیر و غلام محمد خان وردک به عنوان وزیر بازرگانی معرفی شدند.
وزارت بازرگانی بین سالهای (١٣١٧ تا ١٣٣٧ ه. ش) وزارت اقتصاد ملی نامیده می شد و براساس ساختارهای سازمانی سالهای اخیر ، این بخش از تجارت، کشاورزی، صنایع و گمرک امور اداری و در سال ١٣١۶ بر اساس توسعه امور اقتصادی دفاتر مدیریت عمومی ارتقا یافته به ادارات.
برخی از دفاتر جدید به عنوان مثال اقتدار صنایع دستی، صنایع ماشینی، مرجع حمل و نقل، ریاست صنایع و مقامات تعرفه مستقل، مرجع مدیریت قانون، مرجع بازارهای داخلی، آمار مقامات داخلی و خارجی، مدیریت و مطالعات عمیق در اداره تجارت و در سال ١٣١٧ اداره تجارت، بخشهای صادرات و واردات تأسیس شد.
با گذشت زمان و با توجه به نیازها، دولتهای مذکور از وزارت اقتصاد ملی جدا شدند و به عنوان واحدهای جدید فعالیت خود را آغاز کردند و سپس به وزارتخانه های مستقل ارتقا یافتند. در سال ١٣١٨ دفتر وابسته در هند و افغانستان افتتاح شد دفتر تجارت در پیشاور آغاز شد و در اواخر سال ١٣٢٨ تا ١٣٢٩ در ساختار سازمانی وزارت اقتصاد ملی تغییراتی ایجاد کرد، برخی از ریاست ها ایجاد شد و برخی از آنها حذف شد و امور آنها داده شد. با این وجود، با توجه به نیازهای بهبود منظم، برخی دیگر از شرکت ها و وزارتخانه های حرفه ای ایجاد شده، تعدادی از دفاتر از وزارت اقتصاد ملی جدا شدند و به شرکت ها و ادارات مستقل ارتقا یافتند و سرانجام در سال ١٣٣٥ مجدداً به عنوان وزارت بازرگاني در ساختار سازماني دولت فراخوانده شد و پس از تاریخ مذکور با داشتن ساختارهای سازمانی مختلف، فعاليتهاي تجاری مختلفی را انجام داده است.

## دیدگاه
زمینه‌سازی برای ایجاد یک سکتورخصوصی انعطاف‌پذیر، توانمند و رقابت‌پذیر که نیروی محرک، رشد اقتصادی فراگیر و پایدار بوده و کاهش فقر را در کشور تضمین نماید.

## وظیفه
سهم‌گیری فعال در رشداقتصاد کشور از طریق تشویق و حمایت سکتورخصوصی با مشارکت ادارات و نهادهای ذیدخل.

## تشکیلات
این وزارت به سه ریاست مستقل تقسیم میشود:

### صنعت
دورنما: داشتن صنایع رقابتی مدرن و بین‌المللی.
وظیفه اصلی: ساخت زیربنا در پارک‌های صنعتی، انکشاف پالیسی‌ها، معیارها، طرزالعمل‌ها و روش‌های صنعتی شدن بخش‌های ذیل می‌باشد:
- صنایع دستی؛
- صنایع ساده؛
- صنایع پیشرفته؛

### تجارت
ریاست عمومی پالیسی تجارت وظیفه دارد تا استراتژی، نقشه‌راه و معیارهای لازم  را برای بهبود تعادل تجارت افغانستان توسعه داده و به تعقیب افزایش صادرات؛ روی سیستم ترانزیت بین‌المللی و دهلیزهای هوائی توجه جدی نماید و در کل تلاش این اداره اینست که تحقیقات تحلیلی و مطالعاتی را برای انکشاف پالیسی‌های موثر تجارت انجام دهد تا سهم‌گیری افغانستان در نظام تجارت جهانی افزایش یابد.

### سرمایه گزاری
فرصت‌های سرمایه‌گذاری در افغانستان وجود داشته و ما از سرمایه‌گذاران ملی و بین‌المللی استقبال می‌نمائیم. در ضمن زمینه طوری فراهم شده تا سرمایه‌گذاری‌های بزرگ در کشور حمایت گردد و این ریاست در جهت ایجاد یک محیط مناسب و مطلوب برای سرمایه‌گذاران (شرکت‌های داخلی و خارجی) با نرخ مالیات نازل و عدم محدودیت در بازگشت سرمایه تلاش نموده و در اخیر وضع تعرفه پائین برای واردات مواد اولیه از وظایف عمده ما می‌باشد.

## وزیرها
| شماره                                | تصویر | وزیر             | تصدی        | مدت   | حزب        | رئیس‌جمهور |
| ------------------------------------ | ----- | ---------------- | ----------- | ----- | ---------- | --------- |
| جمهوری اسلامی افغانستان (۲۰۰۱–اکنون) |       |                  |             |       |            |           |
| ۱                                    |       | سید مصطفی کاظمی  | ۲۰۰۱ ۲۰۰۴   | ۳ سال | حزب اقتدار | حامد کرزی |
| ۲                                    |       | هدایت امین ارسلا | ۲۰۰۴ ۲۰۰۶   | ۲ سال | مستقل      | حامد کرزی |
| ۳                                    |       | محمدحیدر رضا     | ۲۰۰۶ ۲۰۱۰   | ۴ سال | مستقل      | حامد کرزی |
| ۴                                    |       | انور الحق احدی   | ۲۰۱۰ ۲۰۱۳   | ۳ سال | مستقل      | حامد کرزی |
| ۳                                    |       | محمد شاکر کارگر  | ۲۰۱۳ ۲۰۱۵   | ۲ سال | مستقل      | حامد کرزی |
| ۶                                    |       | اجمل احمدی       | ۲۰۱۹ تاکنون | ۲ سال | مستقل      | اشرف غنی  |